# Doyle Bramhall II
Pour les articles homonymes, voir Bramhall (homonymie).
Doyle Bramhall II est un compositeur, guitariste et chanteur américain, né le 24 décembre 1968 à Dallas au Texas. Il est connu pour sa collaboration dans le groupe d'Eric Clapton dont il fut le second guitariste. Il a aussi joué avec Roger Waters en tournée, on le retrouve donc sur l'album live In the Flesh: Live en 2000 et la compilation Flickering Flame: The Solo Years Vol. 1 en 2002. 

## Biographie
Doyle Bramhall II est le fils du chanteur, compositeur et batteur Doyle Bramhall. Après avoir partagé sa vie avec la chanteuse Sheryl Crow, il la quitte en 2012 pour Renée Zellweger.
Doyle est gaucher et joue la plupart du temps sur une Fender Stratocaster. À noter qu'il joue avec une guitare dont les cordes sont inversées (corde la plus aiguë en haut comme Albert King).
Il a grandi en compagnie de Stevie Ray Vaughan et Jimmie Vaughan. Âgé de seize ans, il a joué en tournée avec Jimmie Vaughan. Il a été influencé par Johnny « Guitar » Watson, Donny Hathaway, Freddie King, Albert King, Jimmie Vaughan, Stevie Ray Vaughan, Sly & the Family Stone, Lightnin' Hopkins, et Curtis Mayfield. 
En 1992, il a fondé le groupe Arc Angels avec Charie Sexton, Tommy Shannon et Chris Layton. Le groupe s'est séparé après un premier album puis s'est reconstitué pour des collaborations en 2006 et 2007.
Doyle a fait son premier album en solo en 1996, puis un second sur le label RCA. 
En 2000, Eric Clapton a repris deux titres de Doyle Bramhall II pour l'album fait en collaboration avec B. B. King Riding with the King: Marry you et I Wanna Be. Susannah Melvoin fait les chœurs sur quatre titres.
Doyle a aussi joué avec Roger Waters, l'ancien bassiste du groupe Pink Floyd lors de la tournée "In the Flesh" organisée par ce dernier en 1999-2002. L'album In the Flesh: Live a été enregistré lors de cette tournée.
Doyle fonde un nouveau groupe, Smokestack, en 2001. Sa collaboration avec Eric Clapton s'est intensifiée, il joue sur l'album Reptile de Clapton en 2001 et en première partie lors d'une tournée de Clapton.
Doyle devient le second guitariste dans le groupe de Clapton en 2004, en remplacement de Andy Fairweather-Low. Il joue sur le CD/DVD Sessions for Robert J en 2004, puis participe à la tournée mondiale d'Eric Clapton en 2006/2007 et joue lors du Crossroads Guitar Festival à Chicago en 2007. Deux titres de Doyle Bramhall II figurent sur le CD Crossroads - Eric Clapton guitar festival 2007: Rosie  et Outside Woman Blues.   
Il quitte le groupe de Clapton en 2009 pour reformer les Arc Angels.
En 2011 il joue sur l’album de Gregg Allman, Low Country Blues.
En 2011 & 2012, il participe aux sessions d'enregistrement du nouvel album d'Elton John "Voyeur" (sortie mai 2013) produit par T Bone Burnett.
En 2015,[12] il rejoint Tedeschi Trucks Band et Sharon Jones & the Dap Kings lors de la tournée "Wheels of Soul" à travers les États-Unis. Il se produit autant en première partie à la guitare rythmique qu'avec Tedeschi Trucks Band en deuxième partie, jouant des morceaux allant de sa période avec les Arc Angels à des morceaux originaux.[13] Ensuite, toujours en 2015, il rejoint Tedeschi Trucks Band and alumni pour la tournée "1970 Joe Cocker Mad Dogs and Englishmen Tour", avec Leon Russell, Rita Coolidge, Bobby Torres, Claudia Lennear, Chuck Blackwell, Pamela Polland, Daniel Moore, Matthew Moore, Chris Stainton, et la photographe Linda Wolf and à l'occasion d'un concert en hommage à Joe Cocker.[14]
Le 30 septembre 2016, Bramhall sort son quatrième album studio "Rich Man". L'album consiste en 12 morceaux originaux et avec la pochette de l'album de Jimi Hendrix "Hear My Train A Comin'".[15]
En 2018, Bramhall a signé au Mascot Label Group, un nouvel album est attendu pour cette même année.[16] L'album s'appelle "Shades" avec un single "Everything You Need", un duo avec Eric Clapton. Cet album le montre en collaborations avec Norah Jones, Greyhounds, et Tedeschi Trucks Band.[17]

## Discographie
- 1988 - Stu Blank - Under The Big Top
- 1990 - Marc Benno - Take It Back To Texas
- 1992 - Arc Angels - Arc Angels
- 1993 - Toni Price - Swim Away
- 1994 - Doyle Bramhall - Bird Nest On The Ground
- 1994 - Marc Benno - Snake Charmer
- 1996 - Doyle Bramhall II - Doyle Bramhall II
- 1998 - N'Dea Davenport - N'Dea Davenport
- 1999 - Doyle Bramhall II - Jellycream
- 1999 - Richie Kotzen - Break It All Down
- 1999 - Marty Grebb - Smooth Sailin'
- 1999 - Meshell Ndegéocello - Bitter
- 2000 - B.B. King & Eric Clapton - Riding with the King
- 2000 - Roger Waters - In the Flesh: Live
- 2000 - Indigenous - Circle
- 2001 - Eric Clapton - Reptile
- 2001 - Double Trouble - Been A Long Time
- 2001 - Doyle Bramhall II - Welcome
- 2001 - Neil Finn - One Nil
- 2001 - Jennifer Warnes - The Well
- 2002 - Roger Waters - Flickering Flame: The Solo Years Vol. 1
- 2002 - Sheryl Crow - C'mon, C'mon
- 2002 - Lisa Marie Presley - To Whom It May Concern
- 2003 - Boyd Tinsley - True Reflections
- 2003 - Meshell Ndegéocello - Comfort Woman
- 2003 - Doyle Bramhall - Fitchburg Street
- 2003 - Jack Casady - Dream Factor
- 2003 - B.B. King - Reflections
- 2003 - Chris Botti - A Thousand Kisses Deep
- 2004 - Eric Clapton - Me and Mr. Johnson
- 2004 - Eric Clapton - Sessions for Robert J
- 2004 - C.C. Adcock - Lafayette Marquis
- 2005 - Eric Clapton - Back Home
- 2005 - Bettye LaVette - I've Got My Own Hell to Raise
- 2005 - Susan Tedeschi - Hope and Desire
- 2005 - Various Artists - Our New Orleans: A Benefit Album for the Gulf Coast
- 2005 - Nerina Pallot - Fires
- 2005 - JJ Cale & Eric Clapton - The Road to Escondido
- 2006 - John Legend - Once Again
- 2007 - Doyle Bramhall - Is It News
- 2007 - Miles Davis - Evolution Of The Groove
- 2007 - Soundtrack - I'm Not There
- 2007 - Meshell Ndegéocello - The World Has Made Me the Man of My Dreams
- 2008 - Michael McDonald - Soul Speak
- 2008 - Amos Lee - Last Days at the Lodge
- 2008 - Susan Tedeschi - Back to the River
- 2008 - Rodney Crowell - Sex and Gasoline
- 2008 - Baby Animals - Il Grande Silenzio
- 2009 - Taylor Hicks - The Distance
- 2009 - The Derek Trucks Band - Already Free
- 2009 - Arc Angels - Living in a Dream
- 2010 - Robert Randolph and the Family Band - We Walk This Road
- 2010 - Eric Clapton - Clapton
- 2010 - Elton John/Leon Russell - The Union
- 2010 - Sheryl Crow - 100 Miles from Memphis
- 2011 - Gregg Allman - Low Country Blues
- 2011 - fDeluxe - Gaslight
- 2012 - Soundtrack - The Music Of Nashville: Season 1
- 2012 - Willie Nelson - Heroes
- 2013 - Tedeschi Trucks Band - Made Up Mind
- 2013 - Paul Allen & The Underthinkers - Everywhere At Once
- 2013 - Elton John - The Diving Board
- 2013 - Eric Clapton - Old Sock
- 2014 - Johnny Hallyday - Le Cœur D'Un Homme
- 2014 - Eric Clapton - The Breeze: An Appreciation of JJ Cale
- 2014 - Meshell Ndegéocello - Comet, Come to Me
- 2014 - Jerry Lee Lewis - Rock & Roll Time
- 2014 - Ruthie Foster - Promise Of A Brand New Day
- 2015 - James McMurtry - Complicated Game
- 2015 - Bettye LaVette - Worthy
- 2015 - David Ryan Harris - Lightyears
- 2015 - Paul Young - Tomb Of Memories (The CBS Years 1982-1994)
- 2015 - Buddy Guy - Born to Play Guitar
- 2016 - Tedeschi Trucks Band - Let Me Get By
- 2016 - Doyle Bramhall II - Rich Man
- 2016 - Eric Clapton - Live in San Diego
- 2016 - Eric Clapton - Crossroads Revisited: Selections from the Crossroads Guitar Festivals
- 2017 - Sheryl Crow - Be Myself
- 2017 - Grainne Duffy - Where I Belong
- 2018 - Meshell Ndegéocello - Ventriloquism
- 2018 - Boz Scaggs - Out Of The Blues
- 2018 - Ann Wilson - Immortal
- 2018 - Doyle Bramhall II - Shades
- 2019 - Gary Clark Jr. - This Land
- 2019 - Tedeschi Trucks Band - Signs
- 2019 - Reese Wynans - Sweet Release
- 2019 - Robbie Robertson - Sinematic
- 2021 - Tedeschi Trucks Band- Layla Revisited (Live at LOCKN')